# Natació en aigües obertes
La natació en aigües obertes (també coneguda en anglès com a Wild Swimming) és una disciplina de natació que consisteix a nedar en llocs oberts com mar, llacs o rius en comptes de fer-ho en una piscina.
El començament de l’època moderna de la natació en aigües obertes es considera que va ser el 3 de maig de 1810, quan Lord Byron va nedar diverses milles per creuar l’Hellespont (ara conegut com els Dardanels) des d’Europa fins a Àsia. En la primera edició dels Jocs Olímpics moderns de 1896, la competició de natació es va realitzar en aigües obertes.
L'activitat ha augmentat amb la publicació de llibres més venuts sobre natació en aigües obertes d'autors com Kate Rew i Daniel Start i Waterlog de Roger Deakin. La popular cobertura mediàtica de "The Great British Swim", protagonitzada pel nadador Ross Edgley al voltant de la Gran Bretanya continental, va tornar a cridar l'atenció sobre l'activitat.
La primera competició de natació pròpiament d'aigües obertes en els Jocs Olímpics, però, va tenir lloc als Jocs Olímpics d'Estiu de 2008 de Pequín i es va recórrer una distància de 10 km. Les proves dels campionats del món de la FINA són de 5, 10 i 25 quilòmetres.